# (592) Bathseba
(592) Bathseba ist ein Asteroid des Hauptgürtels, der am 18. März 1906 von Max Wolf entdeckt wurde.
Benannt wurde der Asteroid nach Bathseba, der Gemahlin des biblischen Hauptmanns Urija.